# Nuages
Nuages ist eine 1940 entstandene Instrumental-Komposition von Django Reinhardt, die sich in Frankreich zum Hit und dann zum Jazzstandard entwickelte.

## Kennzeichen des Stücks
Es ist das Lied von den Wolken (französisch Nuages), die ein Bild für die eigentliche Heimat der heimatlosen Sinti und Roma sind. Die Komposition beruht auf einem chromatisch auf- und absteigenden Motiv, das über 32 Takte hin verändert wird, und ist in der Liedform ABA'B' gehalten.

## Erste Einspielungen
Eine erste Einspielung des Stückes am 1. Oktober 1940 wurde von Reinhardt zunächst verworfen (sie wurde erst 1983 veröffentlicht). Die Reinhardt-Biographen Schmitz und Maier schrieben:
„Was diese Erstfassung betrifft, so hat es allen Anschein, dass Django selbst dem Ergebnis seiner Einspielung nicht zufrieden war und enttäuscht darüber gewesen sein mochte, dass eine einzige Klarinette [ Hubert Rostaing ] den orchestralen Sound seiner eigenen Vorstellung nicht treffen, ja stören konnte. Der Gitarrist liebte immerhin große Orchester und versuchte mit seiner Fingertechnik immer wieder, durch kluge vertikale Konstruktion dessen Klangstrukturen auf den Gitarrenhals zu übertragen.“
Das Arrangement dieser „Vorläufer“-Version ist in der Einleitung „modern dissonant gehalten und zeigt bereits Veränderungen in Djangos musikalischem Geschmack - dem sich langsam Entfernen von den holzgeschnitzten Modellen des älteren Hot Jazz.“ Nach Ansicht der Reinhardt-Biografen ist die spätere Fassung zwar „sauberer, ausgefeilt, glatter. Dagegen scheint es wiederum, als hätte das Original mehr Spontaneität und Bewegung“.
Nachdem Reinhardt das Arrangement ausgefeilt hatte, ging er am 13. Dezember 1940 wiederum ins Studio, um das Stück diesmal mit zwei Klarinettisten – neben Hubert Rostaing war dies Alix Combelle – erneut einzuspielen, die dann auf Label Swing erschien und die heutzutage bekanntere Fassung ist. Nach einer dissonanten Staccato-haften Einleitung wird das Thema von den Klarinetten und der Leadgitarre vorgestellt und erst ab dem zweiten Chorus-Takt von der Band begleitet. Seinen Solo-Chorus „beginnt er mit effektvollen Flageoletts und steigert ihn zu rasanten Sechzehntelläufen, eher er vom Höhepunkt wieder zurück in eine themennahe Schlussphase findet.“ Erst dann setzen die Klarinetten wieder ein; nach einer Reprise kommt das Stück zu seinem Ende.

## Wirkungsgeschichte
Django Reinhardt stellte das neue Stück zuerst im von den Deutschen besetzten Paris in der Salle Pleyel vor. Das französische Publikum war begeistert; er musste an diesem Abend den Song noch zweimal wiederholen. Der Song mit dem pfeifbaren Grundmotiv entwickelte sich zum Hit. Mehr als 100 000 Exemplare der Schellackplatte wurden verkauft. Das Stück fungierte sowohl als „Gebet im verlorenen Krieg“ als auch als „Ersatz-Nationalhymne“. Für Reinhardt war der Erfolg der Durchbruch als Star; er stieg in Frankreich auf die gleiche Ebene wie Maurice Chevalier oder Josephine Baker auf.
Das Stück entwickelte sich folgerichtig zu Reinhardts Erkennungsmelodie. Er spielte noch zahlreiche weitere Versionen ein, so 1942 in Brüssel mit Stan Brenders et Son Grand Orchestra oder 1946 in London mit Stéphane Grappelli. „Seine sicherlich spektakulärste Fassung stammt aus dem Jahr 1950, eine über sechsminütige virtuose Tour de force, die Reinhardt auf der Sologitarre einspielte.“
Nuages wurde im Jazz von zahlreichen Gitarristen eingespielt – in Nordamerika von Joe Pass (zuerst 1964) über Barney Kessel, Herb Ellis und Charlie Byrd bis hin zu Tal Farlow, Laurindo Almeida und Allan Holdsworth. In Europa wurde der Song zu einem Referenzstück des Gypsy-Jazz, aber nicht nur von Elek Bacsik, Christian Escoudé, Boulou Ferré, Biréli Lagrène oder Stochelo Rosenberg, sondern auch von Philip Catherine (auch mit Larry Coryell 1976) und Pierre Dørge interpretiert. In der Tradition von Stéphane Grappelli haben Didier Lockwood, Svend Asmussen oder Martin Weiss den Song aufgegriffen. Aber auch Oscar Peterson, Peter Appleyard, Phil Woods, Paul Desmond oder John Purcell haben über Nuages improvisiert.
Nuages ist ein Lieblingsstück von Quincy Jones.

## Versionen mit Text
Es wurden verschiedene schwermütige Texte zum Song geschrieben. Die französische Version („Lentement dans le soir le train s'en va“) wurde von Yves Montand und von Sacha Distel interpretiert. Englische Versionen stammen von Spencer Williams und von Jon Hendricks (dessen Fassung wurde 1997 von Manhattan Transfer mit den Instrumentalisten Stéphane Grappelli und Stochelo Rosenberg aufgenommen).